# Oberea viperina
Oberea viperina là một loài bọ cánh cứng trong họ Cerambycidae.